# Otelo (Rossini)
Otelo o sea El moro de Venecia (título en italiano: Otello ossia Il moro di Venezia) es un dramma per musica (ópera) en tres actos con música de Gioacchino Rossini  y libreto en italiano de Francesco Maria Berio di Salsa, basado en la tragedia Othello, ou le More de Venise (1792) de Jean-François Ducis, estrenada en el Teatro del Fondo (hoy llamado Teatro Mercadante) de Nápoles, el 4 de diciembre de 1816. En España se estrenó en 1827, en el Teatro de la Santa Cruz de Barcelona.
Sin embargo, la ópera se aparta bastante de la obra original de Shakespeare, no solo porque tiene lugar en Venecia y no en Chipre, sino también porque todo el conflicto dramático se desarrolla de otra forma. El papel de Yago está, en cierto modo, reducido, y es mucho menos diabólico que en la obra original o en el Otelo de Verdi, estrenada en 1887.
El Otelo de Rossini es un hito importante en el desarrollo de la ópera como drama musical. Proporcionó a Giuseppe Verdi un punto de referencia para sus propias adaptaciones de Shakespeare.  Un reciente CD de Opera Rara de esta ópera incluye un final alternativo, feliz, una práctica común con el drama y la ópera de aquella época del siglo XIX.

## Historia de las representaciones
La primera representación tuvo lugar en el Teatro del Fondo en Nápoles el 4 de diciembre de 1816. Se presentó en el Reino Unido el 16 de mayo de 1822 en el Teatro del Rey en Londres y en Estados Unidos en el Park Theatre de Nueva York el 7 de febrero de 1826.
Esta ópera se representa poco; en las estadísticas de Operabase aparece la n.º 222 de las óperas representadas en 2005-2010, siendo la 65.ª en Italia y la novena de Rossini, con 12 representaciones en el período.

## Personajes
| Personaje          | Tesitura     | Reparto del estreno, 4 de diciembre de 1816 (Director: - ) |
| ------------------ | ------------ | ---------------------------------------------------------- |
| Otelo              | tenor        | Andrea Nozzari                                             |
| Desdémona          | soprano      | Isabella Colbran                                           |
| Rodrigo            | tenor        | Giovanni David                                             |
| Yago               | tenor        | Giuseppe Ciccimarra                                        |
| Emilia             | mezzosoprano | Maria Manzi                                                |
| Elmiro             | bajo         | Michele Benedetti                                          |
| El dogo de Venecia | tenor        | Gaetano Chizzola                                           |
| Lucio              | tenor        | Nicola Mollo                                               |
| Un gondolero       | tenor        | Nicola Mollo                                               |

## Argumento
Lugar: Venecia
Época: Finales del siglo XV

## Obras relacionadas
Franz Liszt basó la Canzone de los Años de peregrinación (Années de Pèlerinage) suplemento de Venecia y Nápoles en la canción del gondolero "Nessun Maggior Dolore" de esta época.

## Grabaciones
| Año  | Reparto: Otelo, Desdémona, Yago, Rodrigo                          | Director, Orquesta y coro | Discográfica                                                  |
| ---- | ----------------------------------------------------------------- | --- | ------------------------------------------------------------- |
| 1988 | Chris Merritt, June Anderson, Ezio Di Cesare, Rockwell Blake      | John Pritchard, Orquesta y coro de la RAI de Turín (Grabación en vídeo de una representación en el Festival de Ópera Rossini, Pesaro, agosto) | DVD: Encore DVD 2223                                          |
| 1999 | Bruce Ford, Elizabeth Futral, Juan José Lopera, William Matteuzzi | David Parry, Orquesta Philharmonia y el coro Geoffrey Mitchell                                                                                | Audio CD: Opera Rara Cat: ORC 18                              |
| 2000 | Bruce Ford, Mariella Devia, Octavio Arévalo, Juan Diego Flórez    | Gianluigi Gelmetti, Orquesta y coro de la Royal Opera House, Covent Garden (Grabación de una representación en la Royal Opera House, febrero) | Audio CD: Premiere Opera Ltd. Cat: CDNO 548-3; House of Opera |